# Roy Rea
Robert Rea, plus connu sous le nom de Roy Rea (né le 28 novembre 1934 à Belfast en Irlande du Nord et mort le 5 mai 2005 à Toronto au Canada), est footballeur nord-irlandais qui évoluait au poste de gardien de but.

## Biographie

### Carrière en club
Avec le club de Glenavon, il remporte deux championnats d'Irlande du Nord et trois Coupes d'Irlande du Nord. Il joue également deux matchs en Coupe d'Europe des clubs champions.

### Carrière en sélection
Avec l'équipe d'Irlande du Nord, il figure dans le groupe des sélectionnés lors de la Coupe du monde de 1958. Roy Rea ne dispute toutefois aucun match en équipe nationale.

## Palmarès
Glenavon
- Championnat d'Irlande du Nord (2) :
  - Champion : 1956-57 et 1959-60.

- Coupe d'Irlande du Nord (3) :
  - Vainqueur : 1956-57, 1958-59 et 1960-61.
  - Finaliste : 1954-55.